# NGC 3396
NGC 3396 est une galaxie irrégulière de type magellanique située dans la constellation du Petit Lion. NGC 3396 a été découverte par l'astronome germano-britannique William Herschel en 1785.

## Caractéristiques
La classe de luminosité de NGC 3396 est V-VI et elle présente une large raie HI.

### Distance
Sa vitesse par rapport au fond diffus cosmologique est de 1 943 ± 20 km/s, ce qui correspond à une distance de Hubble de 28,7 ± 2,0 Mpc (∼93,6 millions d'al).
À ce jour, deux mesures non basées sur le décalage vers le rouge (redshift) donnent une distance de 24,900 ± 4,384 Mpc (∼81,2 millions d'al), ce qui est à l'intérieur des valeurs de la distance de Hubble.

### Luminosité dans l'infrarouge
La luminosité de la galaxie NGC 3396 dans l'infrarouge lointain (de 40 à 400 µm)  est égale à 1,95 × 1010 {\displaystyle L_{\odot }} (1010,29{\displaystyle L_{\odot }}) et sa luminosité totale dans l'infrarouge (de 8 à 1 000 µm) est de 2,63 × 1010 {\displaystyle L_{\odot }} (1010,42{\displaystyle L_{\odot }}).

## Groupe de NGC 3396
NGC 3396 fait partie d'un groupe de galaxies qui porte son nom. Le groupe de NGC 3396 au moins 11 galaxies : NGC 3381, NGC 3395, NGC 3396, NGC 3424, NGC 3430, NGC 3442, UGC 5898, IC 2604, PGC 32631, UGC 5934 et UGC 5990.

### Paire de galaxies et Arp 270
Ensemble, NGC 3395 et NGC 3396 figurent dans l'atlas des galaxies particulières de Halton Arp sous la cote Arp 270 et elles forment une paire de galaxies rapprochées. Au sujet de la paire, Arp écrit : « Notez la forme d'arc des nœuds d'émission ».